# Apeninos (departamento)
El departamento de los Apeninos (en francés, départment des Apennins; en italiano, dipartimento degli Apennini) fue un departamento del Primer Imperio Francés en la actual Italia. Fue formado en 1805, cuando la República Ligur (antes República de Génova) fue anexionado por Francia. Su nombre procede de los Montes Apeninos. Su capital era Chiavari.
El departamento fue disuelto después de la derrota de Napoleón en 1814. Fue seguida por una breve restauración de la república liguriana, pero según los términos del Congreso de Viena el viejo territorio de Génova fue concedido al Reino de Cerdeña. Su territorio se divide actualmente entre las provincias italianas de Génova, La Spezia, Massa-Carrara y Parma.

## Subdivisiones
Fue dividido en los siguientes distritos (arrondissements) y cantones (situación en 1812):
- Chiavari, cantones: Chiavari, Borzonasca, Lavagna, Moconesi, Rapallo, Santo Stefano d'Aveto, Sestri Levante y Varese Ligure.
- Pontremoli, cantones: Pontremoli, Bagnone, Berceto, Borgo Val di Taro, Compiano, Filattiera, Groppoli (Mulazzo) y Terrarossa (Mocònesi).
- Sarzana, cantones: Sarzana, Albiense, Calice al Cornoviglio, Fivizzano, Sesta Godano, La Spezia, Lerici, Levanto y Vezzano Ligure.

En 1812 un nuevo distrito es creado teniendo su subprefectura en la ciudad de La Spezia.